# Licornus atroluteus
Licornus atroluteus is een hooiwagen uit de familie Cranaidae.